# Círculo de Dioila
El círculo de Dioila es una colectividad territorial dentro de la región de Kulikoró, Malí. Su población es de 491.210 habitantes (2009).
Está formado por 23 comunas: Banco, Benkadi, Binko, Dégnékoro, Diébé, Diédougou, Diouman, Dolendougou, Guégnéka, Jékafo, Kaladougou, Kémékafo, Kéréla, Kilidougou, Massigui, N’Dlondougou, N’Garadougou, N’Golobougou, Nangola, Niantjila, Ténindougou, Wacoro y Zan Coulibaly.
- Datos: Q1227118